# NGC 269
NGC 269 este un roi deschis situat în Micul Nor al lui Magellan, în constelația Tucanul. A fost descoperit probabil în 5 noiembrie 1836 de către John Herschel.